# Wilde Flowers
A The Wilde Flowers egy népszerű együttes volt, amely Canterbury, Anglia környékén működött 1964 végétől 1967 júniusáig. Fennállása alatt egyetlen lemezt sem jelentetett meg, de komoly hatással volt két másik, jól ismert és befolyásos együttesre, a Soft Machine-re és a Caravanra.
A tagok között feltűnt – különböző időkben – Hugh Hopper (basszus), Robert Wyatt (dobok, ének), Kevin Ayers (ének), Graham Flight (ének), Richard Sinclair (ritmusgitár, ének), Pye Hastings (gitár, ének), Dave Sinclair (billentyűsök) és Richard Coughlan (dobok), valamint Brian Hopper (gitár, altszaxofon, ének).

## Felvételek
1994-ben jelent meg egy CD a Wilde Flowers korábban ki nem adott felvételeivel, a Voiceprint Records kiadásában.
1. Impotence
2. Those Words They Say
3. Memories
4. Don't Try to Change Me
5. Parchman Farm
6. Almost Grown
7. She's Gone
8. Slow Walkin' Talk
9. He's Bad for You
10. It's What I Feel
11. Memories (Instrumental)
12. Never Leave Me
13. Time After Time
14. Just Where I Want
15. No Game When You Lose
16. Impotence
17. Why Do You Care (With Zobe)
18. The Pieman Cometh (With Zobe)
19. Summer Spirit (With Zobe)
20. She Loves to Hurt
21. The Big Show
22. Memories

## Lásd még
- canterburyi szcéna

## Fordítás
- Ez a szócikk részben vagy egészben  a   Wilde Flowers című angol Wikipédia-szócikk ezen változatának fordításán alapul.  Az eredeti cikk szerkesztőit annak laptörténete sorolja fel. Ez a jelzés csupán a megfogalmazás eredetét és a szerzői jogokat jelzi, nem szolgál a cikkben szereplő információk forrásmegjelöléseként.